# Bougainville-mézevő
A Bougainville-mézevő (Stresemannia bougainvillei) a madarak osztályának verébalakúak (Passeriformes) rendjébe és a mézevőfélék (Meliphagidae) családjába tartozó Stresemannia nem egyetlen faja.
A magyar név forrással nincs megerősítve, lehet, hogy az angol név tükörfordítása (Bougainville Honeyeater).

## Előfordulása
Politikailag Pápua Új-Guineához, földrajzilag a Salamon-szigetekhez tartozó, Bougainville szigetén honos.